# Konstruktionsstål
Konstruktionsstål är varianter (kvaliteter, legeringar) av stål som används vid stålbyggnad, till exempel i balkar. Det som utmärker de allmänna konstruktionsstålen är deras stora seghet och goda svetsbarhet. Andra viktiga egenskaper är t.ex. bockbarhet och skärbarhet.
Allmänna konstruktionsstål benämns med en siffer- och bokstavskombination, enligt SS-EN 10025.

Exempelvis S355J2+N, där:

- S står för konstruktionsstål (structural steel).
- 355 är den minsta tillåtna övre sträckgränsen ReH, (355 N/mm²).
- J står för slagseghet 27 Joule, K för 40 Joule.
- R för att stålet är slagseghetsprovat vid 20 °C, 0 vid 0 °C, 2 vid -20 °C.
- +N normaliserad valsning, +M termomekanisk valsning, +AR obehandlat.

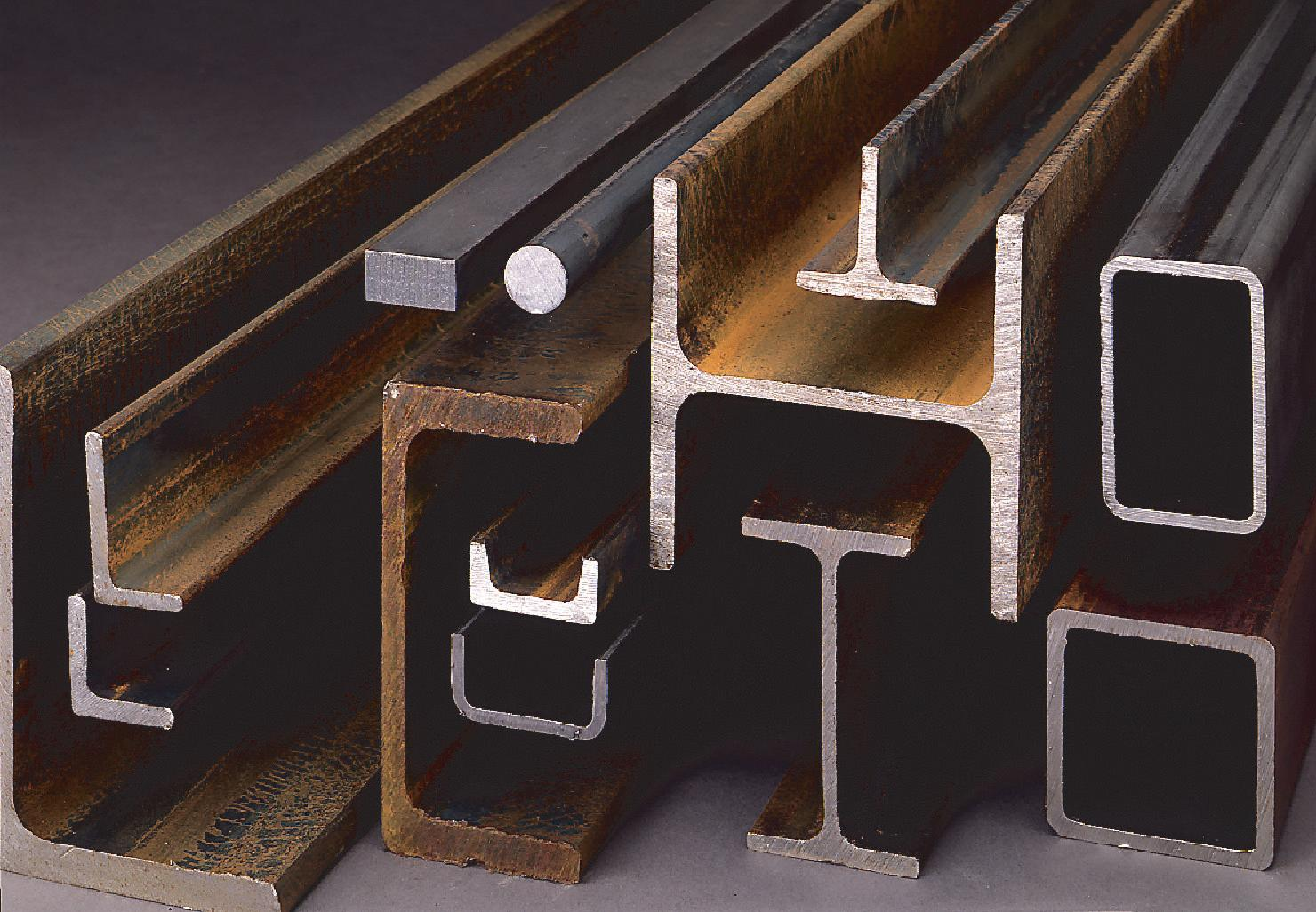
Vanligt förekommande tvärsnitt av konstruktionsstål.

## Fysikaliska egenskaper
Ett konstruktionsståls fysikaliska egenskaper bestäms under tillverkningsprocessen genom tillsats av legeringsämnen och härdning. Tillverkningen sker under mycket väl kontrollerade former i ett stålverk och den goda kontrollen under tillverkningsprocessen resulterar i produkter med väl dokumenterade egenskaper.
Med begreppet ”konstruktionsstål” avses stål som används i bärande konstruktioner inom byggindustrin till exempel balkar och pelare.

### Elasticitetsmodulen
E = 210 GPa
Elasticitetsmodul beskriver atombindningen och den förändras därför inte vid till exempel härdning eller glödgning, eftersom det inte ändrar atomernas bindning.

### Skjuvmodulen
Skjuvmodulen beskriver det linjära förhållandet mellan skjuvspänning och skjuvtöjning.
{\displaystyle G={\frac {E}{2(1+\nu )}}\approx {81GPa}} där tvärkontraktionstalet {\displaystyle \nu =0,3}  tvärkontraktionstalet benämns också Poissons konstant

### Sträckgräns
Sträckgräns anger den högsta spänning som stålet tål utan att deformeras plastiskt. Vid spänningar lägre än sträckgränsen deformeras stålet elastiskt. Sträckgränsen i stål, {\displaystyle {R_{eH}}}, definieras som den spänning som efter avlastning ger en kvarstående deformation om 0,2 %.
{\displaystyle {f_{y}}={235-1100MPa}}  (betecknas {\displaystyle {R_{eH}}} i metallstandarder)

### Brottgräns
Brottspänning anger den högsta spänningen stålet tål innan det går till brott. I moderna konstruktionsstål är brottspänningen alltid 10 % större än sträckgränsen.
{\displaystyle {f_{u}}\geq 1,10{f_{y}}}  (betecknas {\displaystyle {R_{m}}} i metallstandarder)

### Seghet
Segheten mäts i Joule [J] vilket testas i olika temperaturer och delas in enligt matrisen nedan.
{\displaystyle {\begin{matrix}^{\circ }C&27J&40J&60J\\20&JR&KR&LR\\0&J0&K0&L0\\-20&J2&K2&L2\\-30&J3&K3&L3\\-40&J4&K4&L4\\-50&J5&K5&L5\\-60&J6&K6&L6\end{matrix}}}

### Svetsbarhet
Svetsbart stål har kolekvivalenten {\displaystyle {CE}\leq 0,45\%} (vilket alla moderna konstruktionsstål har)
{\displaystyle {CE}=C+{\frac {Mn}{6}}+{\frac {Cr+Mo+V}{5}}+{\frac {Ni+Cu}{15}}} förenklat 
{\displaystyle {CE}=C+{\frac {Mn}{6}}+0,06}
Uttrycket är empiriskt och används för att bedöma ett ståls härdningsbenägenhet och svetsbarhet, där ett högt värde medför risk att stålet blir sprött. 
Det förenklade uttrycket kan användas om inte halterna av alla ämnen är kända.

### Bockbarhet
Bockbarheten anger vilken minsta radie r som plåten kan bockas med utan att skadas.

### Hårdhet
Hårdheten provas med Vickersprovning och för brickor bör hårdheten vara (200HV-400HV), beroende på typ av förband. 

### Densitet
Densitet är ett mått på stålets täthet 
{\displaystyle \rho =7,850*10^{3}{\frac {kg}{m^{3}}}}

### Längdutvidgningskoefficient
Längdutvidgningskoefficient är ett tal som talar om hur stor utvidgningen/krympningen av stålet är vid en temperaturförändring. 
{\displaystyle \alpha =1,2\cdot 10^{-5}\cdot {\frac {1}{^{\circ }C}}}
Längdförändringen kan bli betydande. Temperaturen i en takplåt kan variera med 100 grader mellan sommar och vinter. Längdförändringen av en 10 m lång plåt blir då 12 mm, dvs. 6 mm per fri kant i längdriktningen.

### Värmeledningsförmåga
Värmeledningsförmåga är en materialkonstant som beskriver hur bra värme leds i stålet.
{\displaystyle \lambda =60{\frac {W}{{m}\cdot {^{\circ }C}}}}

### Specifik värmekapacitet
Specifik värmekapacitet eller Värmekapacitivitet är en fysikalisk storhet som anger stålets förmåga att magasinera termisk energi.
{\displaystyle c_{p}=450{\frac {J}{{kg}\cdot {^{\circ }C}}}}

### Smältpunkt
Smältpunkt är den temperatur som krävs för att stålet ska övergå till flytande form.
{\displaystyle 1500^{\circ }C}